# Arce (rivière)
Pour les articles homonymes, voir Arce.
L'Arce est une rivière française du département de l'Aube dans la région Grand Est et un affluent de la Seine.

## Géographie
De 26,1 km de longueur, l'Arce prend sa source au nord de Saint-Usage, à 271 m d'altitude et se jette dans la Seine à Merrey-sur-Arce, à 154 m d'altitude et à moins de deux kilomètres au sud de Bar-sur-Seine.
La rivière coule globalement de l'est vers l'ouest

### Communes et cantons traversés
Dans le seul département de l'Aube l'Arce traverse huit communes, dans deux cantons, de l'amont vers l'aval soit Saint-Usage (source), Vitry-le-Croisé, Éguilly-sous-Bois, Bertignolles, Chervey, Buxières-sur-Arce, Ville-sur-Arce, Merrey-sur-Arce (confluence).
Soit en termes de cantons, l'Arce prend source dans le canton d'Essoyes, conflue dans le canton de Bar-sur-Seine, le tout dans l'arrondissement de Troyes.

### Toponymes
L'Arce a donné son hydronyme aux trois communes : Buxières-sur-Arce, Ville-sur-Arce, Merrey-sur-Arce.

## Affluent
L'Arce a un seul affluent référencé :
- Le ruisseau Le Paquis (rg[note 1]) 2,3 km sur les trois communes de Chacenay, Bertignolles et Éguilly-sous-Bois.

### Rang de Strahler
Le rang de Strahler est donc de deux.

## Tourisme
La route départementale D 4 suit l'Arce.
- Le château de Chacenay à Chacenay au-delà de la source du Paquis l'affluent de rive gauche de l'Arce.

À Ville-sur-Arce, l'Arce croise les sentier de grande randonnée : le GR de pays des Deux Bar et le GR de Pays du Champagne de la vallée de l'Ource.